# Hotel Andria
L'Hotel Andria és un hotel al Pirineu Català, situat a la ciutat de la Seu d'Urgell a la comarca de l'Alt Urgell, en una situació immillorable entre Andorra i la Cerdanya. Està protegit com a Bé Cultural d'Interès Local.
És un petit hotel de caràcter familiar amb setze habitacions i un restaurant que ofereix cuina tradicional catalana però modernitzada pels nous temps. Fundat l’any 1875 és un edifici modernista amb una agradable terrassa porticada i un ampli jardí.
Edifici situat al Passeig Brudieu i construït al voltant d'un pati. Es tracta d'una construcció de dues naus situades perpendicularment. Destaquen alguns elements classicistes com la porta d'accés al pati, l'escalinata i la loggia, formada per una correlació d'arcs de mig punt.